# Velika Usora
Velika Usora  je rijeka u Bosni i Hercegovini.
Nakon spajanja s Malom Usorom kod mjesta Satavci u općini Teslić nastaje rijeka Usora, lijeva pritoka rijeke Bosne. Uzvinska rijeka je lijeva pritoka Velike Usore.